# Камчалытамак
Камчалытамак (баш. Ҡамсылытамаҡ) — село в Давлекановском районе Республики Башкортостан Российской Федерации. Входит в состав Кадыргуловского сельсовета.

## География

### Географическое положение
Расстояние до:
- районного центра (Давлеканово): 51 км,
- центра сельсовета (Кадыргулово): 7 км,
- ближайшей ж/д станции (Давлеканово): 51 км.

## Население
| 2002 | 2009 | 2010 |
| ---- | ---- | ---- |
| 522  | ↘484 | ↘475 |

### Национальный состав
Согласно переписи 2002 года, преобладающая национальность — чуваши (97 %).

## Религия
В селе есть православная церковь Владимира Равноапостольного.